# 丸山芳登
丸山芳登（1885年3月17日—1959年12月19日），生於日本山形縣，專長醫學。他最重要的事蹟，是對台灣醫界的貢獻。
1910年起；丸山芳登於通過醫術考試後，就長期於台灣醫界從事醫學研究，首任公職為臺灣總督府醫學研究所技手。他於1919年10月轉兼任臺灣總督府附設醫專學校助教授，正式踏入教職，並於1923年正式升任教授。隨後獲得醫學博士學位並赴德、法、英等國留學。返台後，依舊負責臺灣醫事衛生行政。
1945年，台灣日治時期結束，丸山離台返日，仍從事醫學研究。其主要著作《日本領時代に遺した臺湾の医事衛生業績》一書被視為台灣醫學史於1970年代之前的最重要著作。

## 相關詞條
- 羽鳥重郎、高木友枝、三田定則、橫川定。